# Nokia E71
Il Nokia E71 è uno smartphone della Serie E con sistema operativo Symbian Serie 60 3rd Edition (Feature Pack 1), provvisto di tastiera QWERTY. Il Nokia E71 è il successore del Nokia E61/61i, del quale ha ripreso alcune caratteristiche, offrendo prestazioni più avanzate..

## Caratteristiche
- Quad band GSM / GPRS / EDGE: GSM 850 / 900 / 1800 / 1900.
- Dual band UMTS / HSDPA: UMTS 900 / 2100 (E71-1) o UMTS 850 / 1900 (E71-2) o UMTS 850 / 2100 (E71-3). L'E71-3 è stato lanciato sul mercato brasiliano proprio per le caratteristiche della rete locale. In alcune altre nazioni il dispositivo è stato lanciato per alcuni gestori (come l'australiana Telestra). L'americana AT&T ha commercializzato una variante dell'E71-2, l'E71x.[4].
- GPS integrato e assistito.
- Radio FM (larghezza di sintonia 87.5-108 MHz) con tecnologia Visual Radio.
- Fotocamera 3.2 megapixel (2048 × 1536 pixel) con autofocus e LED Flash.
- Fotocamera frontale per videochiamate.
- Video: 320 × 240 (QVGA) a 30/15 fps, 176 × 144 aa 15 fps (QCIF).
- Schermo panoramico da 2.36 pollici QVGA (320 × 240).
- Tastiera QWERTY.
- WiFi 802.11b/g WLAN.
- Sistema Operativo: Serie 60 terza edizione, Feature Pack 1 (Versione 3.1) con Symbian OS Versione 9.2.
- Processore: ARM11 single-core (369 MHz).
- Batteria: BP-4L 1500 mAh ai polimeri di Litio, 3.7V, 5.6Wh.
- Colori: grigio, bianco, nero, rosso.

## Cronologia Firmware
- 100.07.81/100.07.76: Default firmware
- 110.07.127: distribuito il 09-10-2008
- 200.21.118: distribuito il 12-01-2009
- 210.21.006: distribuito il 17-03-2009[5]
- 300.21.012: distribuito il 18-06-2009
- 400.21.013: distribuito il 22-10-2009
- 410.21.010: distribuito il 08-02-2010
- 500.21.009: distribuito il 02-06-2010
- 501.21.001: distribuito il 12-12-2010
- 510.21.009: distribuito il 19-03-2011

## Software inclusi
- Adobe PDF
- Adv. Call Manager
- Barcode Reader
- Chat and instant messaging
- Dictionary
- Download!
- Email for Nokia
- File Manager
- Flash Lite 3.1
- Global Race - Raging Thunder
- Internet Radio
- Java MIDP 2.0
- MfE (Mail for Exchange)
- Multiscanner
- Nokia Maps
- Nokia Search
- Nokia browser
- PDF Viewer
- Quickoffice (Quickword, Quickpoint, Quicksheet)
- RealPlayer
- Sports Tracker
- WiPresenter
- Wireless Keyboard
- World Mate
- ZIP Manager